# Liste der Generaloberen der Baladiten
Dieser Artikel listet chronologisch die Generalsuperioren der Baladiten auf.
- Gabriel Hawwa (Aleppo) 1695–1699
- Abdallah Qaraali (Aleppo) 1699–1716
- Gabriel Farhat (Aleppo) 1716–1723
- Michael Iskandar (Ehden) 1723–1735
- Thomas al-Labboudi (Aleppo) 1735–1741
- Michael Iskandar (2. Mal) 1741–1742
- Arsenios Abdul-Ahad (Aleppo) 1742–1744
- Joachim Al-Haqelani (Zouk) 1744–1748
- Maroun Qiryaqos (Dareoun) 1748–1753
- George Qashua (Ghosta) 1753–1757
- Clement Al Mazraani (Kfardhibian) 1757–1766
- Emmanuel Ibrahimi (Rashmaya) 1766–1769
- Mark Haddad (Ain Kfaa) 1769–1772
- Emmanuel Ibrahimi (2. Mal) 1772–1775
- Mark Haddad (2. Mal) 1775–1778
- Emmanuel Ibrahimi (3. Mal) 1778–1781
- Mark Haddad (3. Mal) 1781–1784
- Sharbel Midlij (Qaytuli) 1784–1787
- Mark Haddad (4. Mal) 1787–1790
- Emmanuel Gemayel (Bikfaya) 1790–1793
- Mark Haddad (5. Mal) 1793–1796
- Emmanuel Gemayel (2. Mal) 1796–1799
- Simon Al-Khazen (Ajaltoun) 1799–1802
- Emmanuel Gemayel (3. Mal) 1802–1805
- Simon Al-Khazen (2. Mal) 1805–1808
- Emmanuel Gemayel (4. Mal) 1808–1810
- Ignatius Bleybel (Bhersaf) 1811–1832
- Benedict Hlayhel (Baskinta) 1832–1835
- Emmanuel Salameh (Al-Mtayn) 1835–1838
- Emmanuel Ashqar (Beit Shabab) 1838–1841
- Emmanuel Salameh (2. Mal) 1841–1845
- Saba Kraydi (Al-Aqoura) 1845–1847
- Emmanuel Ashqar (2. Mal) 1847–1850
- Laurence Yammine Ash-Shababi (Kfaryashit) 1850–1853
- Emmanuel Salameh (3. Mal) 1853–1856
- Laurence Yammine (2. Mal) 1856–1862
- Ephraem Geagea (Bsharri) 1862–1875
- Martin Saba (Ghosta) 1875–1889
- Yuwassaf Unaysi (Jaj) 1889–1891 (Generalvikar)
- Benedict Salameh (Al-Mtayn) 1891–1895
- Martin Shemali (Dareoun) 1895–1899
- Joseph Maatouk (Seraael) 1899–1901
- Anthony Hanna (Meshmesh) 1901–1902
- Naamatallah Qaddoum (Ai-Kafer) 1902–1904
- Joseph Raffoul (Ijbih) 1904–1910
- Genadius Sarkis (Ash-Shbaniye) 1910–1913
- Ignatius Dagher (Tannurin) 1913–1929
- Martin Torbey (Tannurin) 1929–1938
- Basil Ghanem (Ruwayssat An-Naaman) 1938–1944
- John Andari (Kfour Al-Arbe) 1944–1950
- Moses Azar (Aintourat Al-Matn) 1950–1956
- Ignatius Abi Sleyman (Al-Mtayn) 1956–1962
- Joseph Torbey (Tannurin) 1962–1968
- Peter Azzi (Jiyye) 1968–1974
- Sharbel Qassis (Qartaba) 1974–1980
- Paul Naaman (Shartoun) 1980–1986
- Basil Hashem (Rashmaya) 1986–1992
- Emmanuel Khouri (Deir Jennin) 1992–1993
- John Tabet (Ashqout) 1993–1994
- Athanas El Jalkh 1994–2004
- Elias Khalife 2004–2010
- Tannous Nehme (2011– ...)